# Tony Award du meilleur acteur dans une comédie musicale

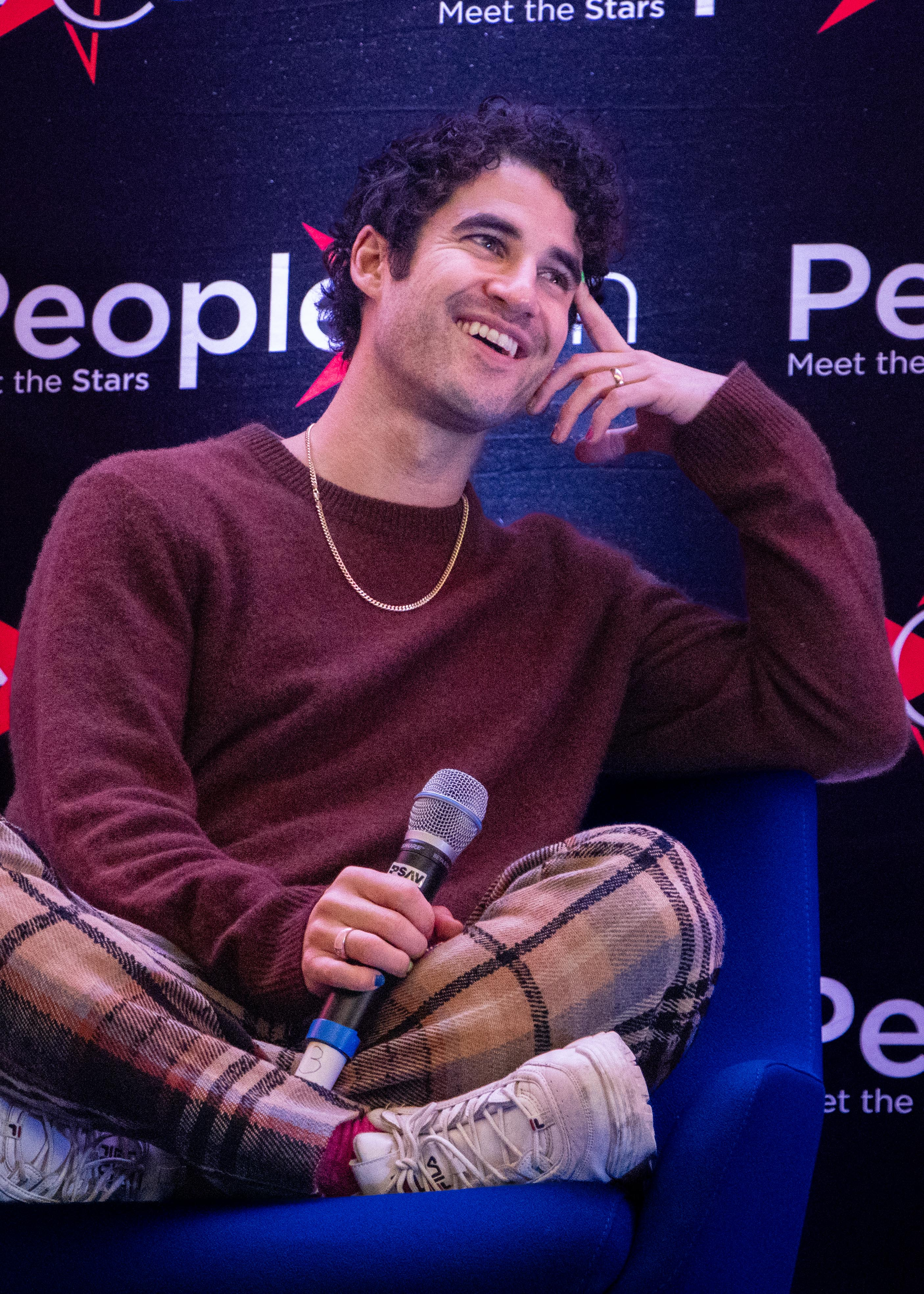
Darren Criss

Le Tony Award pour la meilleure prestation par un acteur principal dans une comédie musicale est une récompense décernée tous les ans lors de la cérémonie des Tony Awards. Le prix est décerné depuis 1948, mais la liste des candidats proposés n'est annoncée publiquement que depuis 1956.

## Années 1940
| Année | Acteur       | Comédie musicale   | Personnage             |
| ----- | ------------ | ------------------ | ---------------------- |
| 1947  | —            | —                  | —                      |
| 1948  | Paul Hartman | Angel in the Wings | Différents personnages |
| 1949  | Ray Bolger   | Where's Charley?   | Charley Wykeham        |

## Années 1950
| Année | Acteur            | Comédie musicale               | Personnage                |
| ----- | ----------------- | ------------------------------ | ------------------------- |
| 1950  | Ezio Pinza        | South Pacific                  | Emile De Beque            |
| 1951  | Robert Alda       | Guys and Dolls                 | Sky Masterson             |
| 1952  | Phil Silvers      | Top Banana                     | Jerry Biffle              |
| 1953  | Thomas Mitchell   | Hazel Flagg                    | Docteur Downer            |
| 1954  | Alfred Drake      | Kismet                         | Hajj                      |
| 1955  | Walter Slezak     | Fanny                          | Panisse                   |
| 1956  | Ray Walston       | Damn Yankees                   | M. Applegate              |
| 1956  | Stephen Douglass  | Damn Yankees                   | Joe Hardy                 |
| 1956  | Bill Johnson      | Pipe Dream                     | Doc                       |
| 1957  | Rex Harrison      | My Fair Lady                   | Henry Higgins             |
| 1957  | Fernando Lamas    | Happy Hunting                  | Le duc de Grenade         |
| 1957  | Robert Weede      | The Most Happy Fella           | Tony                      |
| 1958  | Robert Preston    | The Music Man                  | Harold Hill               |
| 1958  | Ricardo Montalbán | Jamaica                        | Koli                      |
| 1958  | Eddie Foy Jr.     | Rumple                         | Rumple                    |
| 1958  | Tony Randall      | Oh, Captain!                   | Capitaine Henry St. James |
| 1959  | Richard Kiley     | Redhead                        | Tom Baxter                |
| 1959  | Larry Blyden      | Au rythme des tambours fleuris | Sammy Fong                |

## Années 1960
| Année | Acteur            | Comédie musicale                                     | Personnage                          |
| ----- | ----------------- | ---------------------------------------------------- | ----------------------------------- |
| 1960  | Jackie Gleason    | Take Me Along                                        | Sid Davis                           |
| 1960  | Robert Morse      | Take Me Along                                        | Richard Miller                      |
| 1960  | Walter Pidgeon    | Take Me Along                                        | Nat Miller                          |
| 1960  | Andy Griffith     | Destry Rides Again                                   | Destry                              |
| 1960  | Anthony Perkins   | Greenwillow                                          | Gideon Briggs                       |
| 1961  | Richard Burton    | Camelot                                              | Arthur                              |
| 1961  | Phil Silvers      | Do Re Mi                                             | Hubert Cram                         |
| 1961  | Maurice Evans     | Tenderloin                                           | Révérend Brock                      |
| 1962  | Robert Morse      | How to Succeed in Business Without Really Trying     | J. Pierrepont Finch                 |
| 1962  | Ray Bolger        | All-American                                         | Professeur Fodorski                 |
| 1962  | Alfred Drake      | Kean                                                 | Edmund Kean                         |
| 1962  | Richard Kiley     | No Strings                                           | David Jordan                        |
| 1963  | Zero Mostel       | Le Forum en folie                                    | Pseudolus                           |
| 1963  | Sid Caesar        | Little Me                                            | Différents personnages              |
| 1963  | Anthony Newley    | Stop the World — I Want to Get Off                   | Littlechap                          |
| 1963  | Clive Revill      | Oliver!                                              | Fagin                               |
| 1964  | Bert Lahr         | Foxy                                                 | Foxy                                |
| 1964  | Sydney Chaplin    | Funny Girl                                           | Nick Arnstein                       |
| 1964  | Bob Fosse         | Pal Joey                                             | Joey Evans                          |
| 1964  | Steve Lawrence    | What Makes Sammy Run?                                | Sammy Glick                         |
| 1965  | Zero Mostel       | Un violon sur le toit                                | Tevye                               |
| 1965  | Sammy Davis, Jr.  | Golden Boy                                           | Joe Wellington                      |
| 1965  | Cyril Ritchard    | The Roar of the Greasepaint — The Smell of the Crowd | Sir                                 |
| 1965  | Tommy Steele      | Half a Sixpence                                      | Arthur Kipps                        |
| 1966  | Richard Kiley     | L'Homme de la Mancha                                 | Don Quichotte / Miguel de Cervantes |
| 1966  | Jack Cassidy      | It's a Bird... It's a Plane... It's Superman         | Max Mencken                         |
| 1966  | John Cullum       | On a Clear Day You Can See Forever                   | Docteur Mark Bruckner               |
| 1966  | Harry Secombe     | Pickwick                                             | Pickwick                            |
| 1967  | Robert Preston    | I Do! I Do!                                          | Michael                             |
| 1967  | Alan Alda         | The Apple Tree                                       | Différents personnages              |
| 1967  | Jack Gilford      | Cabaret                                              | Herr Schultz                        |
| 1967  | Norman Wisdom     | Walking Happy                                        | Will Mossop                         |
| 1968  | Robert Goulet     | The Happy Time                                       | Jacques Bonnard                     |
| 1968  | Robert Hooks      | Hallelujah, Baby!                                    | Clem                                |
| 1968  | Tony Roberts      | How Now, Dow Jones                                   | Charley                             |
| 1968  | David Wayne       | The Happy Time                                       | Grand-père Bonnard                  |
| 1969  | Jerry Orbach      | Promises, Promises                                   | Chuck Baxter                        |
| 1969  | Herschel Bernardi | Zorba                                                | Zorba                               |
| 1969  | Jack Cassidy      | Maggie Flynn                                         | Le clown                            |
| 1969  | Joel Grey         | George M!                                            | George M. Cohan                     |

## Années 1970
| Année | Acteur              | Comédie musicale                 | Personnage                   |
| ----- | ------------------- | -------------------------------- | ---------------------------- |
| 1970  | Cleavon Little      | Purlie                           | Purlie                       |
| 1970  | Len Cariou          | Applause                         | Bill Sampson                 |
| 1970  | Robert Weede        | Cry for Us All                   | Edward Quinn                 |
| 1971  | Hal Linden          | The Rothschilds                  | Mayer Amschel Rothschild     |
| 1971  | David Burns         | Lovely Ladies, Kind Gentleman    | Colonel Wainwright Purdy III |
| 1971  | Larry Kert          | Company                          | Bobby                        |
| 1971  | Bobby Van           | No, No, Nanette                  | Billy Early                  |
| 1972  | Phil Silvers        | Le Forum en folie                | Pseudolus                    |
| 1972  | Clifton Davis       | Les Deux Gentilshommes de Vérone | Valentine                    |
| 1972  | Raúl Juliá          | Les Deux Gentilshommes de Vérone | Proteus                      |
| 1972  | Barry Bostwick      | Grease                           | Danny Zuko                   |
| 1973  | Ben Vereen          | Pippin                           | Acteur de premier plan       |
| 1973  | Len Cariou          | A Little Night Music             | Frederick Egerman            |
| 1973  | Robert Morse        | Sugar                            | Jerry                        |
| 1973  | Brock Peters        | Lost in the Stars                | Stephen Kumalo               |
| 1974  | Christopher Plummer | Cyrano                           | Cyrano de Bergerac           |
| 1974  | Alfred Drake        | Gigi                             | Honore Lachailles            |
| 1974  | Joe Morton          | Raisin                           | Walter Lee Younger           |
| 1974  | Lewis J. Stadlen    | Candide                          | Différents personnages       |
| 1975  | John Cullum         | Shenandoah                       | Charlie Anderson             |
| 1975  | Joel Grey           | Goodtime Charley                 | Charley                      |
| 1975  | Raúl Juliá          | Where's Charley?                 | Charley Wykeham              |
| 1975  | Eddie Mekka         | The Lieutenant                   | Le lieutenant                |
| 1975  | Robert Preston      | Mack & Mabel                     | Mack Sennett                 |
| 1976  | George Rose         | My Fair Lady                     | Alfred P. Doolittle          |
| 1976  | Mako                | Pacific Overtures                | Différents personnages       |
| 1976  | Jerry Orbach        | Chicago                          | Billy Flynn                  |
| 1976  | Ian Richardson      | My Fair Lady                     | Henry Higgins                |
| 1977  | Barry Bostwick      | The Robber Bridegroom            | Jamie Lockhart               |
| 1977  | Robert Guillaume    | Guys and Dolls                   | Nathan Detroit               |
| 1977  | Raúl Juliá          | The Threepenny Opera             | Macheath                     |
| 1977  | Reid Shelton        | Annie                            | Oliver Warbucks              |
| 1978  | John Cullum         | On the Twentieth Century         | Oscar Jaffee                 |
| 1978  | Eddie Bracken       | Hello, Dolly!                    | Horace Vandergelder          |
| 1978  | Barry Nelson        | The Act                          | Dan Conners                  |
| 1978  | Gilbert Price       | Timbuktu!                        | Le mansa du Mali             |
| 1979  | Len Cariou          | Sweeney Todd                     | Sweeney Todd                 |
| 1979  | Vincent Gardenia    | Ballroom                         | Alfred Rossi                 |
| 1979  | Joel Grey           | The Grand Tour                   | S. L. Jacobowksy             |
| 1979  | Robert Klein        | They're Playing Our Song         | Vernon Gersch                |

## Années 1980
| Année | Acteur            | Comédie musicale                    | Personnage                                  |
| ----- | ----------------- | ----------------------------------- | ------------------------------------------- |
| 1980  | Jim Dale          | Barnum                              | Phineas Taylor Barnum                       |
| 1980  | Gregory Hines     | Comin' Uptown                       | Ebenezer Scrooge                            |
| 1980  | Mickey Rooney     | Sugar Babies                        | Mickey                                      |
| 1980  | Giorgio Tozzi     | The Most Happy Fella                | Tony                                        |
| 1981  | Kevin Kline       | The Pirates of Penzance             | Le roi pirate                               |
| 1981  | Gregory Hines     | Sophisticated Ladies                | Un acteur                                   |
| 1981  | George Rose       | The Pirates of Penzance             | Le général-major                            |
| 1981  | Martin Vidnovic   | Brigadoon                           | Tommy Albright                              |
| 1982  | Ben Harney        | Dreamgirls                          | Curtis Taylor Jr.                           |
| 1982  | Herschel Bernardi | Un violon sur le toit               | Tevye                                       |
| 1982  | Victor Garber     | Little Me                           | Différents personnages                      |
| 1982  | Raúl Juliá        | Nine                                | Guido Contini                               |
| 1983  | Tommy Tune        | My One and Only                     | Capitaine Billy Buck Chandler               |
| 1983  | Al Green          | Your Arms Too Short to Box with God | Un acteur                                   |
| 1983  | George Hearn      | A Doll's Life                       | Différents personnages                      |
| 1983  | Michael V. Smartt | Porgy and Bess                      | Porgy                                       |
| 1984  | George Hearn      | La Cage aux folles                  | Albin                                       |
| 1984  | Gene Barry        | La Cage aux folles                  | Georges                                     |
| 1984  | Ron Moody         | Oliver!                             | Fagin                                       |
| 1984  | Mandy Patinkin    | Sunday in the Park with George      | Georges Seurat / George                     |
| 1985  | —                 | —                                   | —                                           |
| 1986  | George Rose       | The Mystery of Edwin Drood          | Le maire Thomas Sapsea / William Cartwright |
| 1986  | Don Correia       | Singin' in the Rain                 | Don Lockwood                                |
| 1986  | Cleavant Derricks | Big Deal                            | Charley                                     |
| 1986  | Maurice Hines     | Uptown... It's Hot !                | Un acteur                                   |
| 1987  | Robert Lindsay    | Me and My Girl                      | Bill Snibson                                |
| 1987  | Roderick Cook     | Oh, Coward!                         | Un acteur                                   |
| 1987  | Terrence Mann     | Les Misérables                      | Javert                                      |
| 1987  | Colm Wilkinson    | Les Misérables                      | Jean Valjean                                |
| 1988  | Michael Crawford  | The Phantom of the Opera            | Le fantôme de l'opéra                       |
| 1988  | Scott Bakula      | Romance/Romance                     | Alfred Von Wilmers / Sam                    |
| 1988  | David Carroll     | Chess                               | Anatoly Sergievsky                          |
| 1988  | Howard McGillin   | Anything Goes                       | Billy Crocker                               |
| 1989  | Jason Alexander   | Jerome Robbins' Broadway            | Différents personnages                      |
| 1989  | Gabriel Barre     | Starmites                           | Trinkulus                                   |
| 1989  | Brian Lane Green  | Starmites                           | Spacepunk                                   |
| 1989  | Robert La Fosse   | Jerome Robbins' Broadway            | Différents personnages                      |

## Années 1990
| Année | Acteur                | Comédie musicale                                 | Personnage                         |
| ----- | --------------------- | ------------------------------------------------ | ---------------------------------- |
| 1990  | James Naughton        | City of Angels                                   | Stone                              |
| 1990  | David Carroll         | Grand Hotel                                      | Felix Von Gaigern                  |
| 1990  | Gregg Edelman         | City of Angels                                   | Stine                              |
| 1990  | Bob Gunton            | Sweeney Todd                                     | Sweeney Todd                       |
| 1991  | Jonathan Pryce        | Miss Saigon                                      | L'ingénieur                        |
| 1991  | Keith Carradine       | The Will Rogers Follies                          | Will Rogers                        |
| 1991  | Paul Hipp             | Buddy — The Buddy Holly Story                    | Buddy Holly                        |
| 1991  | Topol                 | Un violon sur le toit                            | Tevye                              |
| 1992  | Gregory Hines         | Jelly's Last Jam                                 | Jelly Roll Morton                  |
| 1992  | Harry Groener         | Crazy for You                                    | Bobby Child                        |
| 1992  | Nathan Lane           | Guys and Dolls                                   | Nathan Detroit                     |
| 1992  | Michael Rupert        | Falsettos                                        | Marvin                             |
| 1993  | Brent Carver          | Kiss of the Spider Woman                         | Luis Molina                        |
| 1993  | Tim Curry             | My Favorite Year                                 | Alan Swann                         |
| 1993  | Con O'Neill           | Blood Brothers                                   | Mickey                             |
| 1993  | Martin Short          | The Goodbye Girl                                 | Elliot Garfield                    |
| 1994  | Boyd Gaines           | She Loves Me                                     | Georg Nowack                       |
| 1994  | Victor Garber         | Damn Yankees                                     | M. Applegate                       |
| 1994  | Terrence Mann         | La Belle et la Bête                              | La Bête                            |
| 1994  | Jere Shea             | Passion                                          | Giorgio                            |
| 1995  | Matthew Broderick     | How to Succeed in Business Without Really Trying | J. Pierrepont Finch                |
| 1995  | Alan Campbell         | Sunset Boulevard                                 | Joe Gillis                         |
| 1995  | Mark Jacoby           | Show Boat                                        | Gaylord Ravenal                    |
| 1995  | John McMartin         | Show Boat                                        | Cap'n Andy                         |
| 1996  | Nathan Lane           | Le Forum en folie                                | Pseudolus                          |
| 1996  | Savion Glover         | Bring in 'da Noise, Bring in 'da Funk            | 'da Beat / Lil' Dahlin'            |
| 1996  | Adam Pascal           | Rent                                             | Roger Davis                        |
| 1996  | Lou Diamond Phillips  | Le Roi et moi                                    | Le roi de Siam                     |
| 1997  | James Naughton        | Chicago                                          | Billy Flynn                        |
| 1997  | Robert Cuccioli       | Jekyll & Hyde                                    | Docteur Henry Jekyll / Edward Hyde |
| 1997  | Jim Dale              | Candide                                          | Pangloss                           |
| 1997  | Daniel McDonald       | Steel Pier                                       | Bill Kelly                         |
| 1998  | Alan Cumming          | Cabaret                                          | Le maître de cérémonie             |
| 1998  | Peter Friedman        | Ragtime                                          | Tateh                              |
| 1998  | Brian Stokes Mitchell | Ragtime                                          | Coalhouse Walker Jr.               |
| 1998  | Douglas Sills         | The Scarlet Pimpernel                            | Percy Blakeney                     |
| 1999  | Martin Short          | Little Me                                        | Différents personnages             |
| 1999  | Brent Carver          | Parade                                           | Leo Frank                          |
| 1999  | Adam Cooper           | Swan Lake                                        | Le Cygne                           |
| 1999  | Tom Wopat             | Annie du Far West                                | Frank Butler                       |

## Années 2000
| Année | Acteur                                     | Comédie musicale               | Personnage                          |
| ----- | ------------------------------------------ | ------------------------------ | ----------------------------------- |
| 2000  | Brian Stokes Mitchell                      | Kiss Me, Kate                  | Fred Graham / Petruchio             |
| 2000  | Craig Bierko                               | The Music Man                  | Harold Hill                         |
| 2000  | George Hearn                               | Putting It Together            | Le mari                             |
| 2000  | Mandy Patinkin                             | The Wild Party                 | Burrs                               |
| 2000  | Christopher Walken                         | The Dead                       | Gabriel Conroy                      |
| 2001  | Nathan Lane                                | The Producers                  | Max Bialystock                      |
| 2001  | Matthew Broderick                          | The Producers                  | Leo Bloom                           |
| 2001  | Kevin Chamberlin                           | Seussical                      | Horton                              |
| 2001  | Tom Hewitt                                 | The Rocky Horror Show          | Docteur Frank N. Furter             |
| 2001  | Patrick Wilson                             | The Full Monty                 | Jerry Lukowski                      |
| 2002  | John Lithgow                               | Sweet Smell of Success         | J. J. Hunsecker                     |
| 2002  | Gavin Creel                                | Thoroughly Modern Millie       | Jimmy Smith                         |
| 2002  | John McMartin                              | Into the Woods                 | Le narrateur / L'homme mystérieux   |
| 2002  | Patrick Wilson                             | Oklahoma !                     | Curly McLain                        |
| 2002  | John Cullum                                | Urinetown                      | Caldwell B. Cladwell                |
| 2003  | Harvey Fierstein                           | Hairspray                      | Edna Turnbald                       |
| 2003  | Antonio Banderas                           | Nine                           | Guido Contini                       |
| 2003  | Malcolm Gets                               | Amour                          | Dusoleil                            |
| 2003  | Brian Stokes Mitchell                      | L'Homme de la Mancha           | Don Quichotte / Miguel de Cervantes |
| 2003  | John Selya                                 | Movin' Out                     | Eddie                               |
| 2004  | Hugh Jackman                               | The Boy from Oz                | Peter Allen                         |
| 2004  | Hunter Foster                              | Little Shop of Horrors         | Seymour                             |
| 2004  | Alfred Molina                              | Un violon sur le toit          | Tevye                               |
| 2004  | Euan Morton                                | Taboo                          | George                              |
| 2004  | John Tartaglia                             | Avenue Q                       | Princeton / Rod                     |
| 2005  | Norbert Leo Butz                           | Dirty Rotten Scoundrels        | Freddy Benson                       |
| 2005  | Hank Azaria                                | Spamalot                       | Différents personnages              |
| 2005  | Gary Beach                                 | La Cage aux folles             | Albin                               |
| 2005  | Tim Curry                                  | Spamalot                       | Le roi Arthur                       |
| 2005  | John Lithgow                               | Dirty Rotten Scoundrels        | Lawrence Jameson                    |
| 2006  | John Lloyd Young                           | Jersey Boys                    | Frankie Valli                       |
| 2006  | Michael Cerveris                           | Sweeney Todd                   | Sweeney Todd                        |
| 2006  | Harry Connick Jr.                          | The Pajama Game                | Sid Sorokin                         |
| 2006  | Stephen Lynch                              | The Wedding Singer             | Robbie Hart                         |
| 2006  | Bob Martin                                 | The Drowsy Chaperone           | L'homme dans une chaise             |
| 2007  | David Hyde Pierce                          | Curtains                       | Lieutenant Frank Cioffi             |
| 2007  | Michael Cerveris                           | LoveMusik                      | Kurt Weill                          |
| 2007  | Raúl Esparza                               | Company                        | Robert                              |
| 2007  | Jonathan Groff                             | L'Éveil du printemps           | Melchior Gabor                      |
| 2007  | Gavin Lee                                  | Mary Poppins                   | Bert                                |
| 2008  | Paulo Szot                                 | South Pacific                  | Emile de Becque                     |
| 2008  | Daniel Evans                               | Sunday in the Park with George | Georges Seurat / George             |
| 2008  | Lin-Manuel Miranda                         | In the Heights                 | Usnavi                              |
| 2008  | Mark Stewart                               | Passing Strange                | Le narrateur                        |
| 2008  | Tom Wopat                                  | A Catered Affair               | Tom Hurley                          |
| 2009  | David Alvarez, Trent Kowalik, Kiril Kulish | Billy Elliot, The Musical      | Billy Elliot                        |
| 2009  | Gavin Creel                                | Hair                           | Claude                              |
| 2009  | Brian d'Arcy James                         | Shrek the Musical              | Shrek                               |
| 2009  | Constantine Maroulis                       | Rock of Ages                   | Drew                                |
| 2009  | J. Robert Spencer                          | Next to Normal                 | Dan Goodman                         |

## Années 2010
| Année | Acteur              | Comédie musicale                                | Personnage                        |
| ----- | ------------------- | ----------------------------------------------- | --------------------------------- |
| 2010  | Douglas Hodge       | La Cage aux folles                              | Albin                             |
| 2010  | Kelsey Grammer      | La Cage aux folles                              | Georges                           |
| 2010  | Sean Hayes          | Promises, Promises                              | Chuck Baxter                      |
| 2010  | Chad Kimball        | Memphis                                         | Huey Calhoun                      |
| 2010  | Sahr Ngaujah        | Fela!                                           | Fela Kuti                         |
| 2011  | Norbert Leo Butz    | Catch Me If You Can                             | Carl Hanratty                     |
| 2011  | Josh Gad            | The Book of Mormon                              | Elder Cunningham                  |
| 2011  | Joshua Henry        | The Scottsbro Boys                              | Haywood Patterson                 |
| 2011  | Andrew Rannells     | The Book of Mormon                              | Elder Price                       |
| 2011  | Tony Sheldon        | Priscilla, folle du désert, la comédie musicale | Bernadette Bassenger              |
| 2012  | Steve Kazee         | Once                                            | Guy                               |
| 2012  | Danny Burstein      | Follies                                         | Buddy Plummer                     |
| 2012  | Jeremy Jordan       | Newsies                                         | Jack Kelly                        |
| 2012  | Norm Lewis          | Porgy and Bess                                  | Porgy                             |
| 2012  | Ron Raines          | Follies                                         | Ben Stone                         |
| 2013  | Billy Porter        | Kinky Boots                                     | Lola / Simon                      |
| 2013  | Bertie Carvel       | Matilda the Musical                             | Miss Trunchbull                   |
| 2013  | Santino Fontana     | Cinderella                                      | Prince Topher                     |
| 2013  | Rob McClure         | Chaplin                                         | Charlie Chaplin                   |
| 2013  | Stark Sands         | Kinky Boots                                     | Charlie Price                     |
| 2014  | Neil Patrick Harris | Hedwig and the Angry Inch                       | Hedwig Schmidt                    |
| 2014  | Ramin Karimloo      | Les Misérables                                  | Jean Valjean                      |
| 2014  | Andy Karl           | Rocky the Musical                               | Rocky Balboa                      |
| 2014  | Jefferson Mays      | A Gentleman's Guide to Love and Murder          | The D'Ysquith Family              |
| 2014  | Bryce Pinkham       | A Gentleman's Guide to Love and Murder          | Monty Navarro                     |
| 2015  | Michael Cerveris    | Fun Home                                        | Bruce Bechdel                     |
| 2015  | Brian d'Arcy James  | Something Rotten!                               | Nick Bottom                       |
| 2015  | Robert Fairchild    | Un Américain à Paris                            | Jerry Mulligan                    |
| 2015  | Ken Watanabe        | Le Roi et moi                                   | Le roi de Siam                    |
| 2015  | Tony Yazbeck        | On the Town                                     | Gabey                             |
| 2016  | Leslie Odom Jr.     | Hamilton                                        | Aaron Burr                        |
| 2016  | Alex Brightman      | School of Rock                                  | Dewey Finn                        |
| 2016  | Danny Burstein      | Un violon sur le toit                           | Tevye                             |
| 2016  | Zachary Levi        | She Loves Me                                    | Georg Nowack                      |
| 2016  | Lin-Manuel Miranda  | Hamilton                                        | Alexander Hamilton                |
| 2017  | Ben Platt           | Dear Evan Hansen                                | Evan Hansen                       |
| 2017  | Christian Borle     | Falsettos                                       | Marvin                            |
| 2017  | Josh Groban         | Natasha, Pierre & The Great Comet of 1912       | Pierre Bézoukhov                  |
| 2017  | Andy Karl           | Groundhog Day                                   | Phil Connors                      |
| 2017  | David Hyde Pierce   | Hello, Dolly!                                   | Horace Vandergelder               |
| 2018  | Tony Shalhoub       | The Band's Visit                                | Tewfiq Zakaria                    |
| 2018  | Harry Hadden-Paton  | My Fair Lady                                    | Henry Higgins                     |
| 2018  | Joshua Henry        | Carousel                                        | Billy Bigelow                     |
| 2018  | Ethan Slater        | SpongeBob SquarePants                           | Bob l'éponge                      |
| 2019  | Santino Fontana     | Tootsie                                         | Michael Dorsey / Dorothy Michaels |
| 2019  | Brooks Ashmanskas   | The Prom                                        | Barry Glickman                    |
| 2019  | Derrick Baskin      | Ain't Too Proud                                 | Otis Williams                     |
| 2019  | Alex Brightman      | Beetlejuice                                     | Beetlejuice                       |
| 2019  | Damon Daunno        | Oklahoma !                                      | Curly McLain                      |

## Années 2020
- 2021 : Aaron Tveit – Moulin Rouge! dans le rôle de Christian

- 2022 : Myles Frost – MJ dans le rôle de MJ
  - Billy Crystal – Mr. Saturday Night dans le rôle de Buddy Young Jr.
  - Hugh Jackman – The Music Man dans le rôle de Harold Hill
  - Rob McClure – Mrs. Doubtfire dans le rôle de Daniel Hillard / Euphegenia Doubtfire
  - Jaquel Spivey – A Strange Loop dans le rôle de Usher

- 2023 : J. Harrison Ghee – Some Like It Hot dans le rôle de Jerry/Daphne
  - Christian Borle – Some Like It Hot dans le rôle de Joe/Josephine
  - Josh Groban – Sweeney Todd: The Demon Barber of Fleet Street dans le rôle de Sweeney Todd
  - Brian d'Arcy James – Into the Woods dans le rôle du boulanger
  - Ben Platt – Parade dans le rôle de Leo Frank
  - Colton Ryan – New York, New York dans le rôle de Jimmy Doyle

- 2024 : Jonathan Groff – Merrily We Roll Along dans le rôle de Franklin Shephard
  - Brody Grant – The Outsiders dans le rôle de Ponyboy Curtis
  - Dorian Harewood – The Notebook dans le rôle de Noah Calhoun (adulte)
  - Brian d'Arcy James – Days of Wine and Roses dans le rôle de Joseph "Joe" Clay
  - Eddie Redmayne – Cabaret at the Kit Kat Club dans le rôle de Emcee

- 2025 : Darren Criss - Maybe Happy Ending dans le rôle d'Oliver
  - Andrew Durand - Dead Outlaw dans le rôle d'Elmer McCurdy
  - Tom Francis - Sunset Boulevard dans le rôle de Joe Gillis
  - Jonathan Groff - Just in Time dans le rôle de Bobby Darin
  - James Monroe Iglehart - A Wonderful World dans le rôle de Louis Armstrong
  - Jeremy Jordan - Floyd Collins dans le rôle de Floyd Collins